# Final Cut Pro
Final Cut Pro, abbreviato FCP, è un'applicazione di Apple per il montaggio video digitale. È disponibile per macOS e iPadOS. La prima versione fu realizzata a fine degli anni '90 e pubblicata nel 2000.
Final Cut Pro consente di importare, montare, elaborare ed esportare filmati. Supporta qualsiasi formato video compatibile con QuickTime, a diverse risoluzioni fino ad 8K. Tramite plug-in è possibile estendere il supporto a nuovi formati file e la compatibilità con hardware video di terze parti, come schede di acquisizione o output video. Final Cut Pro può importare progetti iMovie, supporta tracce video multiple, tracce audio illimitate, video a 360° e montaggio multi-cam. Ha in dotazione di serie strumenti per la modifica delle clip come ritaglio, correzione colore, variazione velocità, oltre a filtri, effetti audio e video, transizioni, testo. Le funzionalità possono essere estese via plug-in.

## Storia
Negli anni 90 Macromedia formò un gruppo di sviluppatori per la realizzazione di un software di montaggio video, KeyGrip. Macromedia fu impossibilitata a commercializzare KeyGrip per problemi legati alle licenze di alcuni componenti interni del programma e mise in vendita l'applicazione per farla acquisire da un'altra software house.
Una demo del programma in versione alfa fu mostrata nel 1998 ad una fiera nel settore dell'intrattenimento e delle telecomunicazioni. Nessuna azienda si fece avanti per l'acquisto, quindi Apple decise di comprare il team di sviluppo. Nemmeno Apple riuscì a trovare un acquirente, quindi nel 1999 pubblicò KeyGrip con il nome Final Cut Pro, aggiungendo il supporto a FireWire per l'acquisizione di filmati direttamente da telecamere e/o controllare altri dispositivi hardware via computer.
Per convincere gli utenti di Adobe Premiere a passare a Final Cut, negli anni Apple realizzò video tutorial, seminari, workshop e un programma di trade-in che garantiva agli utenti Premiere uno sconto di centinaia di dollari sull'acquisto di Final Cut Pro o una copia gratuita della versione Express.
Nel 2003 Apple affiancò a Final Cut una serie di programmi come Compressor o LiveType.
Nel 2005 presentò un pacchetto completo denominato Final Cut Studio che raggruppa oltre a Final Cut Pro una serie di applicazioni sorelle come Soundtrack Pro per l'editing audio, Motion 2 per effettistica e compositing, DVD Studio Pro 4 per l'authoring dvd. Dal 2006 Final Cut diventa disponibile solo tramite la suite Final Cut Studio.
Nell'agosto del 2009 uscì la versione 7 di Final Cut Pro appartenente a Final Cut Studio 3, con supporto all'authoring dei Blu-ray Disc.

### Final Cut Pro X
Il 21 giugno 2011 Apple ha presentato la nuova versione dell'applicazione, Final Cut Pro X. Il software può essere acquistato solo attraverso l'App Store.
Il programma è stato completamente riscritto a 64 bit, abbandonando la datata architettura Carbon e adottando altre tecnologie native di macOS come Core Animation, ColorSync, Grand Central Dispatch.
Vengono introdotte migliorie nei flussi di lavoro e automazione, una nuova interfaccia utente, il rendering automatico del progetto in background. Le novità introdotte, il cambiamento della filosofia di utilizzo, la scomparsa di numerose caratteristiche presenti nelle versioni precedenti e il ritiro del mercato della versione 7, ha dato a Final Cut Pro X un'accoglienza tiepida, nonché destato critiche da parte di utenti professionali che consideravano Final Cut Pro 7 e il suo set di caratteristiche più in linea con le loro esigenze, tanto da creare una petizione online per chiederne la rimessa in vendita. Apple ha reso nuovamente disponibile Final Cut Studio tramite acquisto telefonico.
Alcune funzionalità mancanti considerate essenziali sono state reintrodotte negli aggiornamenti successivi, come: il supporto al montaggio multi-cam, il l'esportazione del progetto in formato OMF, output su hardware di terze parti.
Una delle caratteristiche più rilevanti è la timeline magnetica. Rispetto ai tradizionali software di montaggio video, le clip posizionate sulla traccia video tendono a posizionarsi una a fianco l'altra evitando sovrapposizioni o spazi vuoti nel progetto, anziché posizionarsi nel punto esatto definito dall'utente. Lo spostamento di clip primarie comporta lo spostamento contestuale delle clip secondarie collegate.
Anche Motion e Compressor sono state aggiornate seguendo una strada analoga a quella di Final Cut Pro X, mentre le altre applicazioni della suite Final Cut Studio non sono più disponibili.

### Final Cut Pro (iPad)
Il 23 Maggio 2023 Apple ha rilasciato Final Cut Pro per iPad. Richiede un iPad con processore della famiglia Apple Silicon M ed è disponibile su piano di abbonamento mensile o annuale.

## Alcuni film montati con Final Cut Pro
- Le regole dell'attrazione (2002)
- Full Frontal (2002)
- Ritorno a Cold Mountain (2003) (Academy Award Nominee for Best Editing)
- Prima ti sposo poi ti rovino (2003)
- Napoleon Dynamite (2003)
- Open Water (2003)
- Ladykillers (2004)
- Sky Captain and the World of Tomorrow (2004)
- Super Size Me (2004)
- La sposa cadavere (2005)
- Dreamer - La strada per la vittoria (2005)
- Happy Endings (2005)
- Jarhead (2005)
- Innamorarsi a Manhattan (2005)
- Black Snake Moan (2006)
- Hoot (2006)
- Lettere da Iwo Jima (2006)
- Happy Feet (2006)
- Zodiac (2007)
- Non è un paese per vecchi (2007)
- Reign Over Me (2007)
- Un'altra giovinezza (2007)
- Reno 911!: Miami (2007)
- Balls of Fury - Palle in gioco (2007)
- 300 (2007)
- Burn After Reading - A prova di spia (2008)
- Nel paese delle creature selvagge (2008)
- Segreti di famiglia (2009)
- Mangia prega ama (2010)
- Fast & Furious 5 (2011)
- Focus - Niente è come sembra (2015)
- Parasite (2019)